# الحركة الوطنية اللبنانية
الحركة الوطنية اللبنانية، هي جبهة متكونة من عدة أحزاب وحركات قومية ويسارية شكلت عام 1969 وانطلقت فعلياً سنة 1973 على أساس برنامج مشترك ينادي بإحداث إصلاحات سياسية واقتصادية، إضافة إلى الإعلان الواضح لعروبة لبنان.
ضمت الحركة التي كان يرأسها كمال جنبلاط عدد من الأحزاب وهي:
- الحزب التقدمي الاشتراكي.
- الحزب الشيوعي اللبناني.
- منظمة العمل الشيوعي.
- الحزب السوري القومي الاجتماعي.
- حزب البعث (التنظيم الموالي لسوريا).
- حزب البعث (التنظيم الموالي للعراق).
- وحركة الناصريين المستقلين.
- التنظيم الشعبي الناصري.

إضافة لتنظيمات ناصرية صغرى.
تحالفت الحركة مع بداية الحرب مع منظمة التحرير الفلسطينية في مواجهة الجبهة اللبنانية اليمينية ذات الأغلبية المسيحية، وحققت الحركة نجاحات عسكرية في بداية الحرب جعلها تسيطر على حوالي 80% من الأراضي اللبنانية، لكن سرعان ما دبت انقسامات بين أعضاءها على خلفية الخلاف مع سوريا. تلقت الحركة عدة ضربات موجعة مع التدخل العسكري السوري في يونيو 1976 واغتيال كمال جنبلاط في 16 مارس 1977. ركّز وليد جنبلاط الذي خلف والده كرئيس للحركة أكثر على دوره كزعيم حزبي ودرزي، وسعى لتحسين العلاقة مع سوريا. فقدت الحركة الكثير من دورها، وما لبثت أن حلت فعلياً مع الاجتياح الإسرائيلي عام 1982. خضعت الحركة فعليا للضغوط العسكرية السورية بعد دخول الجيش السوري بموجب اتفاق ( الخطوط الحمر ) - 1976 و أصبح عليها محاربة تحالف سوري - يميني لبناني
إلّا أن المفارقة التي تدعو للتعجب هو انضمام بعض أركان الحركة التي كانت موالية للحكم السوري إلى أعداء الحركة مثمثلة بــ ( الحزب السوري القومي الاجتماعي - حزب البعث السوري - حركة أمل - منظمة الصاعقة الفلسطينية - الجبهة الشعبية لتحرير فلسطين / القيادة العامة ) .